# Sbarro Essenza
La Sbarro Essenza è una vettura sportiva realizzata da Franco Sbarro nel 2010.

## Sviluppo

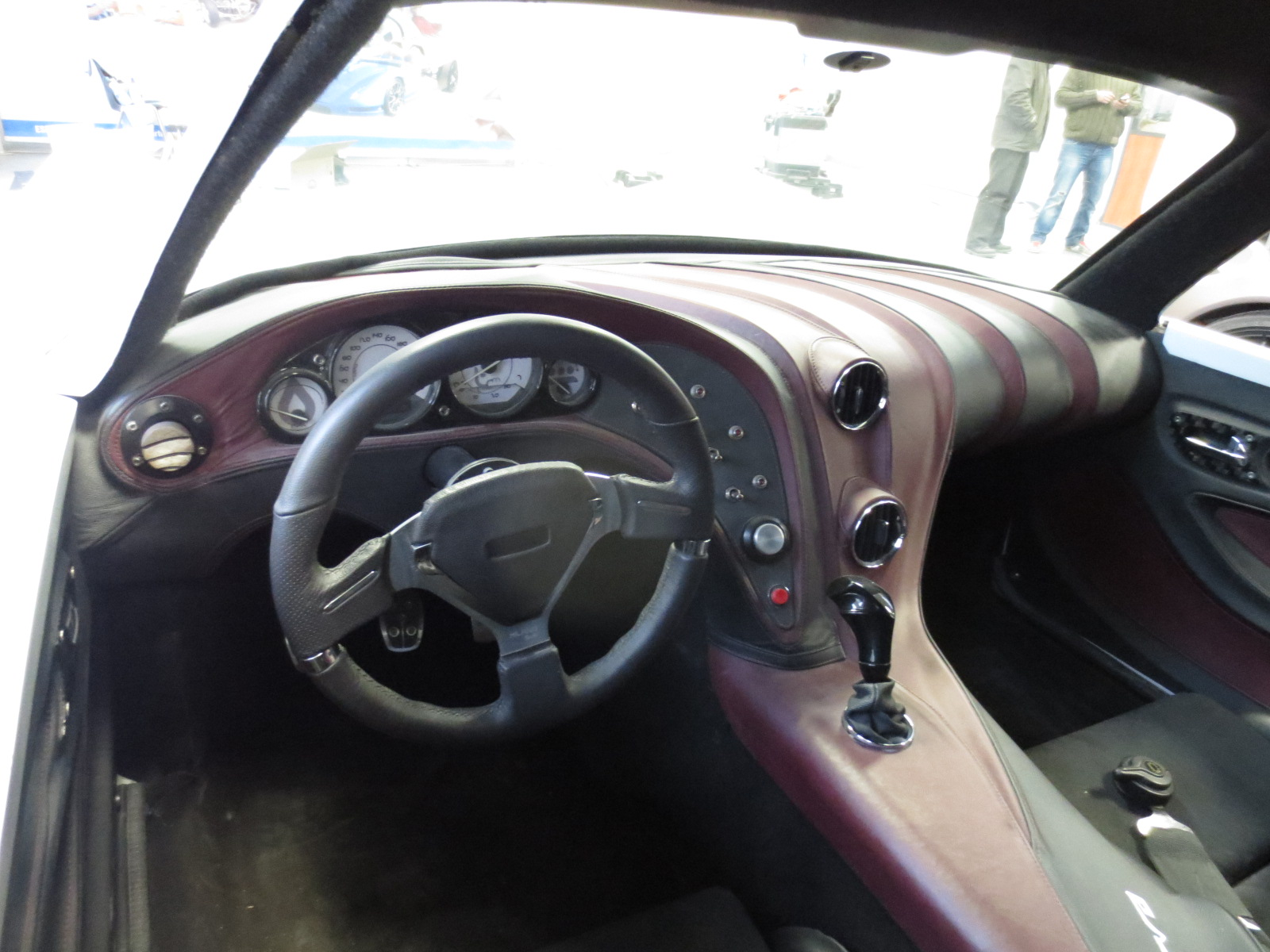
Interni

La vettura, costruita con la collaborazione degli studenti della scuola di design Espera, si presenta come una classica coupé sportiva. È stata presentata per la prima volta al salone automobilistico di Ginevra del 2010. 

## Tecnica
Il design mostra due prese d'aria posti ai lati della vettura ed un tettuccio con forma a gobba ripreso dai modelli prodotti dalla carrozzeria Zagato. Come propulsore è stato montato un BMW 6 cilindri 2.5 dalla potenza di 200 cv gestito da un cambio manuale a cinque rapporti. La carrozzeria, per contenere il peso complessivo del mezzo, è stata realizzata in fibra di carbonio. 
I cerchi equipaggiati erano dei Team Dynamics Mesh III inseriti in pneumatici Michelin Pilot Sport. Gli interni sportivi erano formati da diversi componenti Recaro.